# Самовол Марія Олександрівна
Марія Олександрівна Самовол (нар. 22 лютого 2011, с. Гельмязів, Черкаська область, Україна) — українська співачка.

## Життєпис
Марія Самовол народилася 22 лютого 2011 року у селі Гельмязівцях Золотоніського району Черкаської области України.
Навчається в Гельмязівському опорному закладі загальної середньої освіти та дитячій музичній (клас фортепіано та закінчила клас бандури) школах. Займається вокалом у Черкаському міському будинку культури ім. І.Кулика
Учасниця Гельмязівського фольклорного народного колективу «Калина» та фольклорного колективу сільського будинку культури «Калинята».
Виступає з Фольк-Рок гуртом з Холодного Яру «Крутий Заміс»

## Відзнаки
- гран-прі Всеукраїнського мистецького фестивалю «Чубинський Фест»,
- І премія Пісенного фестивалю «Родина» ім. Назарія Яремчука,
- I місце в молодшій віковій категорії районного фестиваль-конкурсу юних виконавців «Зірка Fest–2019» (2019)[1],
- гран-прі Міжнародного конкурсу «Volare» (2019, Румунія),
- спеціальна премія конкурсу «Жива традиція. Kids» (2020)[2][3].

Стипендіатка голови Черкаської обласної ради (2021).
• Учасниця проекту ,,ДятяЧе" м.Черкаси з зірками до Дня Незалежності України 2021
• Учасниця проекту ,,Багатоголосся" талановита молодь Черкащини з Черкаським народним хором,ансамблем,,Росава" та тріо ,,Аріана"
• Брала участь в ,,Регіональному ветеранському форумі" 2023